# Hieroglyphics
Hieroglyphics ist der Name einer US-amerikanischen Hip-Hop-Gruppe aus Oakland in Kalifornien.
Die Gruppe formierte sich 1991, als der Rapper Ice Cube seinen talentierten Cousin, das spätere Gründungsmitglied Del, dem Rest der Crew vorstellte. Diese kannten sich bereits aus den Zeiten der High School, hatten weder eine Platte herausgebracht noch eine feste Gruppe gebildet. 

## Geschichte
Nach Problemen mit diversen Plattenfirmen gründeten die Hieroglyphics 1997 ihr eigenes Label mit dem Namen Hiero Imperium. Mit der Website hieroglyphics.com bringt man schnell die erste Website im Hip-Hop-Bereich heraus, worauf die Gruppe mit ihrer Kreation einige Preise gewinnt. Mit dem Sampler "One Big Trip" veröffentlicht die Crew 2002 eines der ersten Alben, die neben einer CD auch eine DVD beinhalten. Als das erste Album veröffentlicht worden war, krönte das Source Magazine den Longplayer zum besten Album des Jahres, das auf einem Independent-Label erschienen ist.

## Solo-Projekte
Del veröffentlichte neben seiner Tätigkeit innerhalb der Gruppe in der Anfangszeit zwei Alben, die von Ice Cube produziert worden waren. Beide konnten sich in den USA ungefähr 100.000 Mal verkaufen. Außerdem arbeitete er mit Künstlern wie Jurassic 5, Blur oder den Gorillaz zusammen.
Casual, ein weiteres Mitglied von Hieroglyphics konnte ebenfalls Bekanntheit erreichen. 1994 veröffentlichte er sein Debütalbum "Fear Itself", das ihm zwar zu keinem sonderlich großen Erfolg verhalf, aber im Underground einen hohen Status hatte.

## Diskografie

### Alben
- 1998: 3rd Eye Vision
- 2003: Full Circle
- 2005: Full Circle Tour (Live-Album)
- 2013: The Kitchen

### Singles
- 1999: "You Never Knew"
- 2002: "Hydra, G.U.O.M.D, Think Again"
- 2003: "Make Your Move"
- 2013: "Gun Fever"